# بانك دو جيسير
بانك دو جيسير، هي جزيرة من الشعاب المرجانية مغمورة في الجزء الشمالي الشرقي من قناة موزمبيق ، تقع على بعد 125 كم (70 ميل) شمال شرق جزيرة مايوت ،و 112 كم (70 ميل) جنوب غرب جزر جلوريوسو و 200 كم (124 ميل) قبالة الساحل الشمالي الغربي لمدغشقر .

## الوصف
بانك دو جيسير عبارة عن جزيرة شعاب مرجانية بيضاوية الشكل يبلغ طولها 8 كيلومترات (5 ميل) وعرضها 5 كيلومترات (3 ميل) ولا يمكن رؤيتها إلا عند انحسار مستوى المد ، باستثناء بعض التكوينات الصخرية في الجزء الجنوبي من الشعاب المرجانية. يبلغ ارتفاع الصخور بشكل عام من 1.5 إلى 3 أمتار (4 أقدام و 11.1 بوصة إلى 9 أقدام و 10.1 بوصة) ؛ أكبرها هو ساوث روك (صخرة الجنوب) حيث يبلغ ارتفاعها 8 أمتار (26 قدمًا) ، . في الجزء الشرقي من الشعاب المرجانية توجد بعض الجزر الرملية ، ارتفاعها من 1 إلى 3 أمتار (3 أقدام و 9 أقدام و 10 بوصات) مغطاة بالعشب والشجيرات الصغيرة. يمكن الدخول إلى البحيرة الوسطى من الاتجاه الجنوبي الشرقي. هناك أعداد كبيرة من الطيور البحرية والجزر الصغيرة مغطاة بأطنان من فضلات الطيور.

## التاريخ
كان البحارة العرب هم أول من أكتشف المنطقة وذلك عام 700 م ، وظهرت في بعض خرائط الملاحة المؤرخة حوالي 800 م. وفي عام 1650 م ظهرت منطقة الشعاب المرجانية على الخرائط الإسبانية باسم Arecife de Santo Antonio. وإطلق عليها الاسم الحالي في 23 ديسمبر 1678 ، عندما وصلت السفينة البريطانية جيسير إلى تلك المنطقة .